# Saint-Symphorien (Eure)
Pour les articles homonymes, voir Saint-Symphorien.
Saint-Symphorien est une commune française située dans le département de l'Eure, en région Normandie.

## Géographie

### Localisation

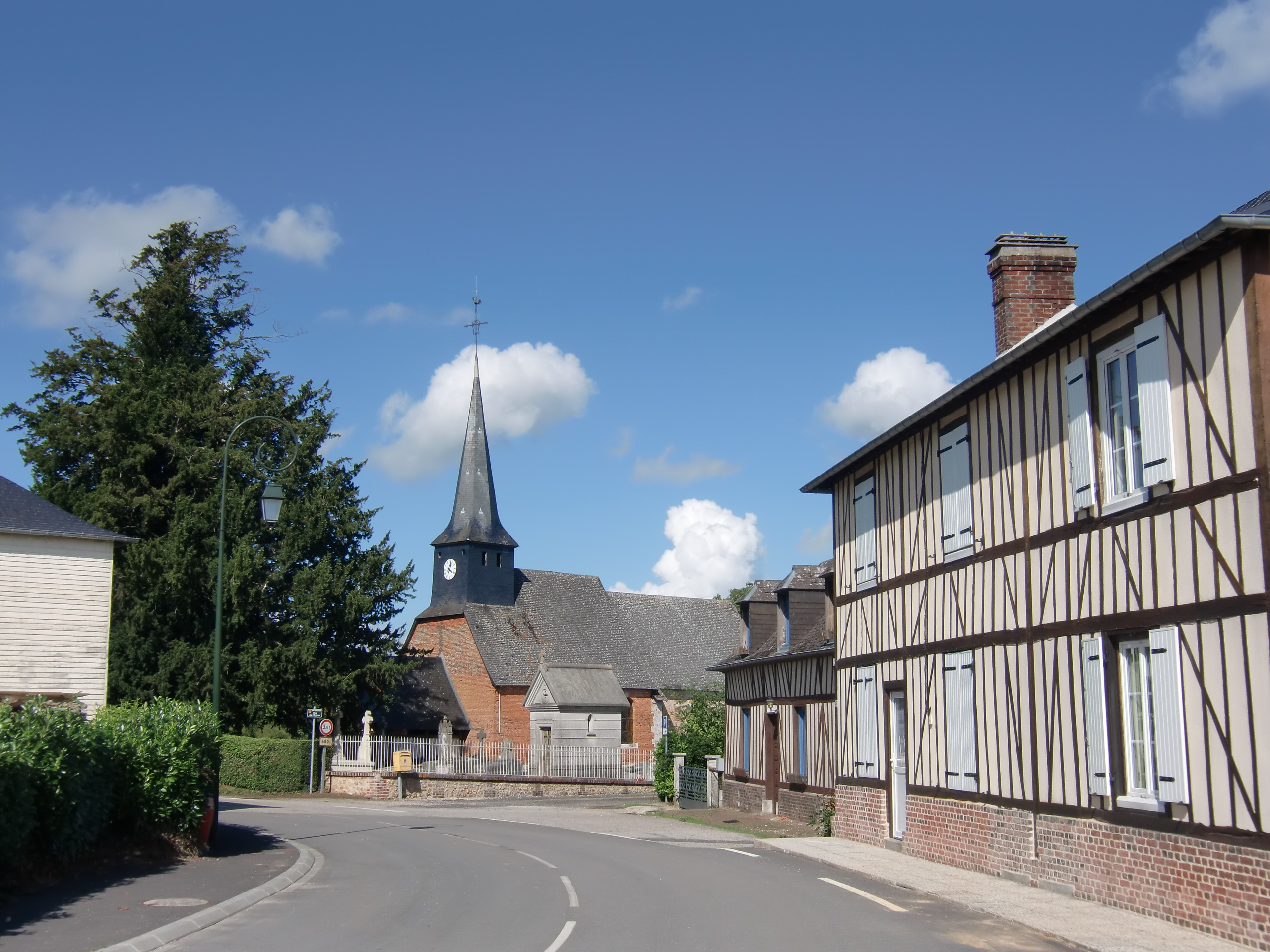
Rue du village, église et vieil if funéraire

Saint-Symphorien est un village normand situé à l'écart de la route de Pont-Audemer à Cormeilles, dans le Lieuvin.
Le village est, à vol d'oiseau à 4 km au sud-ouest de Pont-Audemer, 11 km au nord de Lieurey et9 km à l'est de Beuzeville.
La commune se trouve dans l'aire d'attraction de Pont-Audemer, ainsi que dans sa zone d'emploi et dans son bassin de vie.

### Communes limitrophes
Les communes limitrophes sont  Les Préaux, Selles, Triqueville, Vannecrocq et Épaignes.
| Triqueville | Les Préaux       |        |
|             | Saint-Symphorien | Selles |
| Vannecrocq  | Épaignes         |        |

### Géologie et relief
La superficie de la commune est de 3,78 km2 ; son altitude varie de 83  à   136 mètres.

### Hydrographie
La commune est située dans le bassin Seine-Normandie. Elle est drainée par le ruisseau du Val Jouen,.

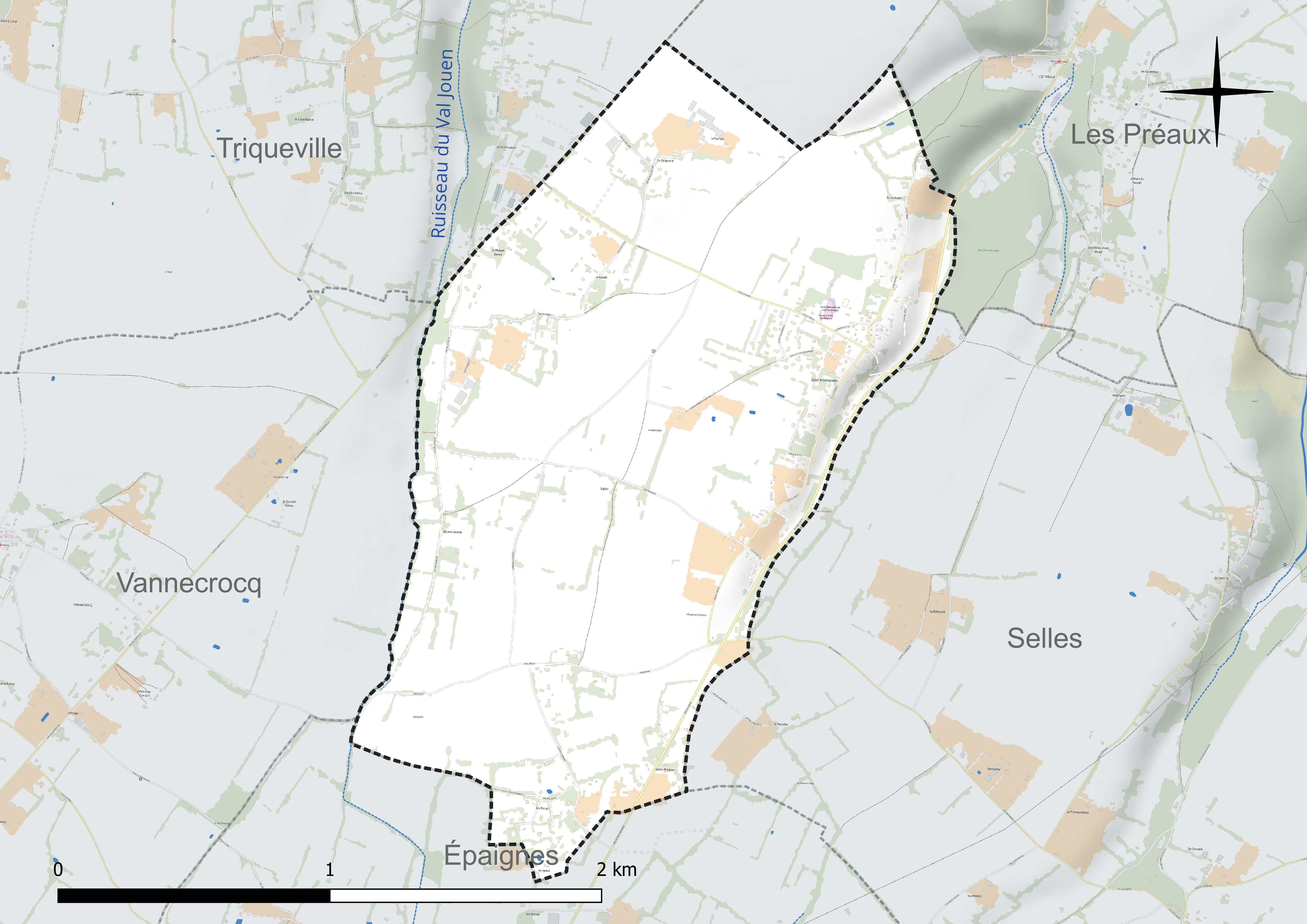
Réseau hydrographique de Saint-Symphorien.

### Climat
Pour des articles plus généraux, voir Climat de la Normandie et Climat de l'Eure.
En 2010, le climat de la commune est de type climat océanique franc, selon une étude du CNRS s'appuyant sur une série de données couvrant la période 1971-2000. En 2020, Météo-France publie une typologie des climats de la France métropolitaine dans laquelle la commune est exposée à un climat océanique et est dans la région climatique Côtes de la Manche orientale, caractérisée par un faible ensoleillement (1 550 h/an) ; forte humidité de l’air (plus de 20 h/jour avec humidité relative > 80 % en hiver), vents forts fréquents. Parallèlement le GIEC normand, un groupe régional d’experts sur le climat, différencie quant à lui, dans une étude de 2020, trois grands types de climats pour la région Normandie, nuancés à une échelle plus fine par les facteurs géographiques locaux. La commune est, selon ce zonage, exposée à un « climat contrasté des collines », correspondant au Pays d’Auge, Lieuvin et Roumois, moins directement soumis aux flux océaniques et connaissant toutefois des précipitations assez marquées en raison des reliefs collinaires qui favorisent leur formation.
Pour la période 1971-2000, la température annuelle moyenne est de 10,5 °C, avec  une amplitude thermique annuelle de 13,2 °C. Le cumul annuel moyen de précipitations est de 915 mm, avec 13,4 jours de précipitations en janvier et 8,9 jours en juillet. Pour la période 1991-2020, la température moyenne annuelle observée sur la station météorologique la plus proche, située sur la commune de Boulleville à 8 km à vol d'oiseau, est de 11,3 °C et le cumul annuel moyen de précipitations est de 851,2 mm,. Pour l'avenir, les paramètres climatiques de la commune estimés pour 2050 selon différents scénarios d’émission de gaz à effet de serre sont consultables sur un site dédié publié par Météo-France en novembre 2022.

### Milieux naturels et biodiversité

#### ZNIEFFde type 2
- La vallée de la Risle de Brionne à Pont-Audemer, la forêt de Montfort[13] ;
- La basse vallée de la Risle et les vallées conséquentes de Pont-Audemer à la Seine[14].

#### Site classé
- Les deux ifs situés dans le cimetière communal,  Site classé (1929)[15].

## Urbanisme

### Typologie
Au 1er janvier 2024, Saint-Symphorien est catégorisée commune rurale à habitat dispersé, selon la nouvelle grille communale de densité à 7 niveaux définie par l'Insee en 2022.
Elle est située hors unité urbaine. Par ailleurs la commune fait partie de l'aire d'attraction de Pont-Audemer, dont elle est une commune de la couronne,. Cette aire, qui regroupe 34 communes, est catégorisée dans les aires de moins de 50 000 habitants,.

### Occupation des sols

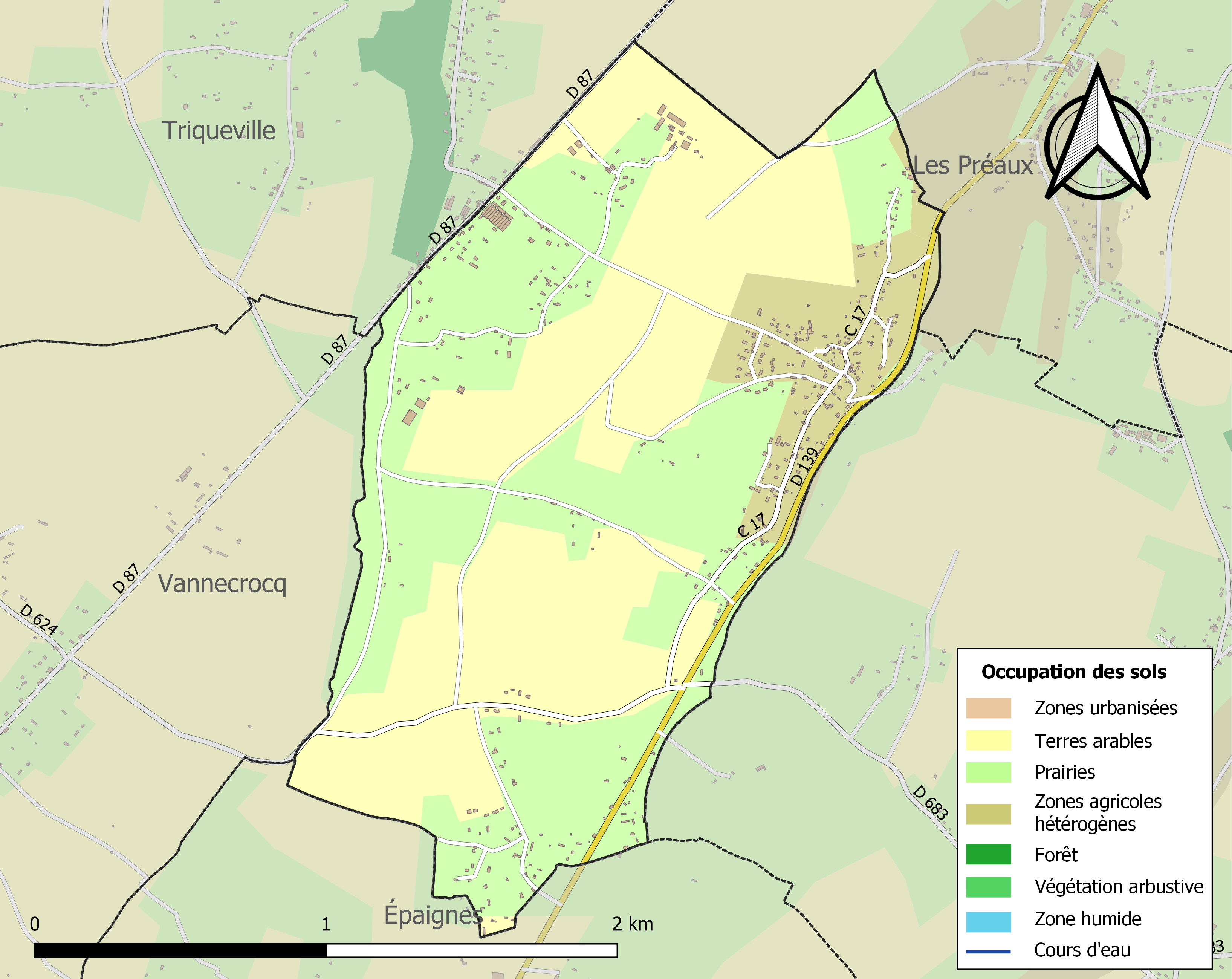
Carte des infrastructures et de l'occupation des sols de la commune en 2018 (CLC).

L'occupation des sols de la commune, telle qu'elle ressort de la base de données européenne d’occupation biophysique des sols Corine Land Cover (CLC), est marquée par l'importance des territoires agricoles (100 % en 2018), une proportion identique à celle de 1990 (100 %).
La répartition détaillée en 2018 est la suivante : terres arables (45,6 %), prairies (43,9 %), zones agricoles hétérogènes (10,4 %).
L'évolution de l’occupation des sols de la commune et de ses infrastructures peut être observée sur les différentes représentations cartographiques du territoire : la carte de Cassini (XVIIIe siècle), la carte d'état-major (1820-1866) et les cartes ou photos aériennes de l'IGN pour la période actuelle (1950 à aujourd'hui).

### Habitat et logement
En 2021, le nombre total de logements dans la commune était de 234, alors qu'il était de 223 en 2016 et de 200 en 2011.
Parmi ces logements, 85 % étaient des résidences principales, 11,8 % des résidences secondaires et 3,2 % des logements vacants. Ces logements étaient pour 98,8 % d'entre eux des maisons individuelles et pour 0,8 % des appartements.
Le tableau ci-dessous présente la typologie des logements à Saint-Symphorien en 2021 en comparaison avec celle de l'Eure et de la France entière. Une caractéristique marquante du parc de logements est ainsi une proportion de résidences secondaires et logements occasionnels (11,8 %) supérieure à celle du département (6,2 %) et à celle de la France entière (9,7 %).
| Typologie                                               | Saint-Symphorien | Eure | France entière |
| ------------------------------------------------------- | ---------------- | ---- | -------------- |
| Résidences principales (en %)                           | 85               | 85,8 | 82,2           |
| Résidences secondaires et logements occasionnels (en %) | 11,8             | 6,2  | 9,7            |
| Logements vacants (en %)                                | 3,2              | 8    | 8,1            |

## Toponymie
Le nom de la localité est attesté sous les formes Sanctus Simphorianus (bulle d’Alexandre III) et Sancti Simphoriani en 1179, Saint Siphorien en 1722 (Masseville), Saint Simphorien les Préaux en 1828 (Louis Du Bois).
Saint-Symphorien est un hagiotoponyme évoqué pour la première fois en 1179 sous l’appellation Sancti Simphoriani qui fait référence à un martyr à Autun au IIe siècle.
La prononciation traditionnelle locale est « Saint-Syphorien ».

## Politique et administration

### Rattachements administratifs et électoraux

#### Rattachements administratifs
La commune se trouve depuis 1926 dans l'arrondissement de Bernay du département de l'Eure.
Elle faisait partie depuis 1793 du canton de Pont-Audemer. Dans le cadre du redécoupage cantonal de 2014 en France, cette circonscription administrative territoriale a disparu, et le canton n'est plus qu'une circonscription électorale.

#### Rattachements électoraux
Pour les élections départementales, la commune fait partie depuis 2014 d'un nouveau canton de Pont-Audemer porté de 14 à 28 communes.
Pour l'élection des députés, elle fait partie de la troisième circonscription de l'Eure.

### Intercommunalité
Saint-Symphorien était membre de la communauté de communes de Pont-Audemer, un établissement public de coopération intercommunale (EPCI) à fiscalité propre créé en 1996 et auquel la commune avait transféré un certain nombre de ses compétences, dans les conditions déterminées par le code général des collectivités territoriales.
Dans le cadre des dispositions de la loi portant nouvelle organisation territoriale de la République du 7 août 2015, qui prévoit que les établissements publics de coopération intercommunale (EPCI) à fiscalité propre doivent avoir un minimum de 15 000 habitants, cette intercommunalité a fusionné avec la petite communauté de communes du Val de Risle pour former, le 1er janvier 2017, la communauté de communes de Pont-Audemer / Val de Risle, dont est désormais membre la commune.

### Liste des maires
| Période                                  | Période                       | Identité            | Étiquette | Qualité                                                                                           |
| ---------------------------------------- | ----------------------------- | ------------------- | --------- | ------------------------------------------------------------------------------------------------- |
| Les données manquantes sont à compléter. |                               |                     |           |                                                                                                   |
|                                          |                               |                     |           |                                                                                                   |
|                                          | 1971                          | Maurice Lecasble    |           |                                                                                                   |
| 1971                                     | juin 1995                     | Michel Busnel       |           |                                                                                                   |
| juin 1995                                | mars 2001                     | Maurice Gonot       |           |                                                                                                   |
| mars 2001                                | mars 2018                     | Jean-Pierre Boucher | DVG       | Instituteur Vice-président de la CC de Pont-Audemer / Val de Risle (2017 → 2018) Mort en fonction |
| juin 2018                                | janvier 2025                  | Michel Ruven        |           | Retraité Mort en fonction                                                                         |
| janvier 2025                             | En cours (au 31 janvier 2025) | Alain Vétel         |           |                                                                                                   |

## Équipements et services publics

### Enseignement
Les enfants de la commune sont scolarisés avec ceux des Préaux et de  Triqueville dans le cadre d'un regroupement pédagogique intercommunal.

## Population et société

### Démographie
L'évolution du nombre d'habitants est connue à travers les recensements de la population effectués dans la commune depuis 1793. Pour les communes de moins de 10 000 habitants, une enquête de recensement portant sur toute la population est réalisée tous les cinq ans, les populations de référence des années intermédiaires étant quant à elles estimées par interpolation ou extrapolation. Pour la commune, le premier recensement exhaustif entrant dans le cadre du nouveau dispositif a été réalisé en 2006.

En 2022, la commune comptait 470 habitants, en évolution de −2,89 % par rapport à 2016 (Eure : −0,25 %, France hors Mayotte : +2,11 %).
| 1793 | 1800 | 1806 | 1821 | 1831 | 1836 | 1841 | 1846 | 1851 |
| ---- | ---- | ---- | ---- | ---- | ---- | ---- | ---- | ---- |
| 463  | 454  | 509  | 501  | 501  | 474  | 471  | 425  | 417  |

| 1856 | 1861 | 1866 | 1872 | 1876 | 1881 | 1886 | 1891 | 1896 |
| ---- | ---- | ---- | ---- | ---- | ---- | ---- | ---- | ---- |
| 376  | 336  | 353  | 350  | 326  | 284  | 302  | 322  | 298  |

| 1901 | 1906 | 1911 | 1921 | 1926 | 1931 | 1936 | 1946 | 1954 |
| ---- | ---- | ---- | ---- | ---- | ---- | ---- | ---- | ---- |
| 301  | 328  | 280  | 239  | 243  | 219  | 232  | 232  | 211  |

| 1962 | 1968 | 1975 | 1982 | 1990 | 1999 | 2006 | 2011 | 2016 |
| ---- | ---- | ---- | ---- | ---- | ---- | ---- | ---- | ---- |
| 200  | 231  | 245  | 293  | 320  | 322  | 352  | 416  | 484  |

| 2021 | 2022 | - | - | - | - | - | - | - |
| ---- | ---- | - | - | - | - | - | - | - |
| 476  | 470  | - | - | - | - | - | - | - |

## Culture locale et patrimoine

### Lieux et monuments
- L'ancienne mairie école de la commune, actuellement mairie.
- L'église paroissiale Saint-Symphorien.
L'église, au centre du village, est entourée par le cimetière communal où se trouve un if multi-séculaire ainsi que le monument aux morts.

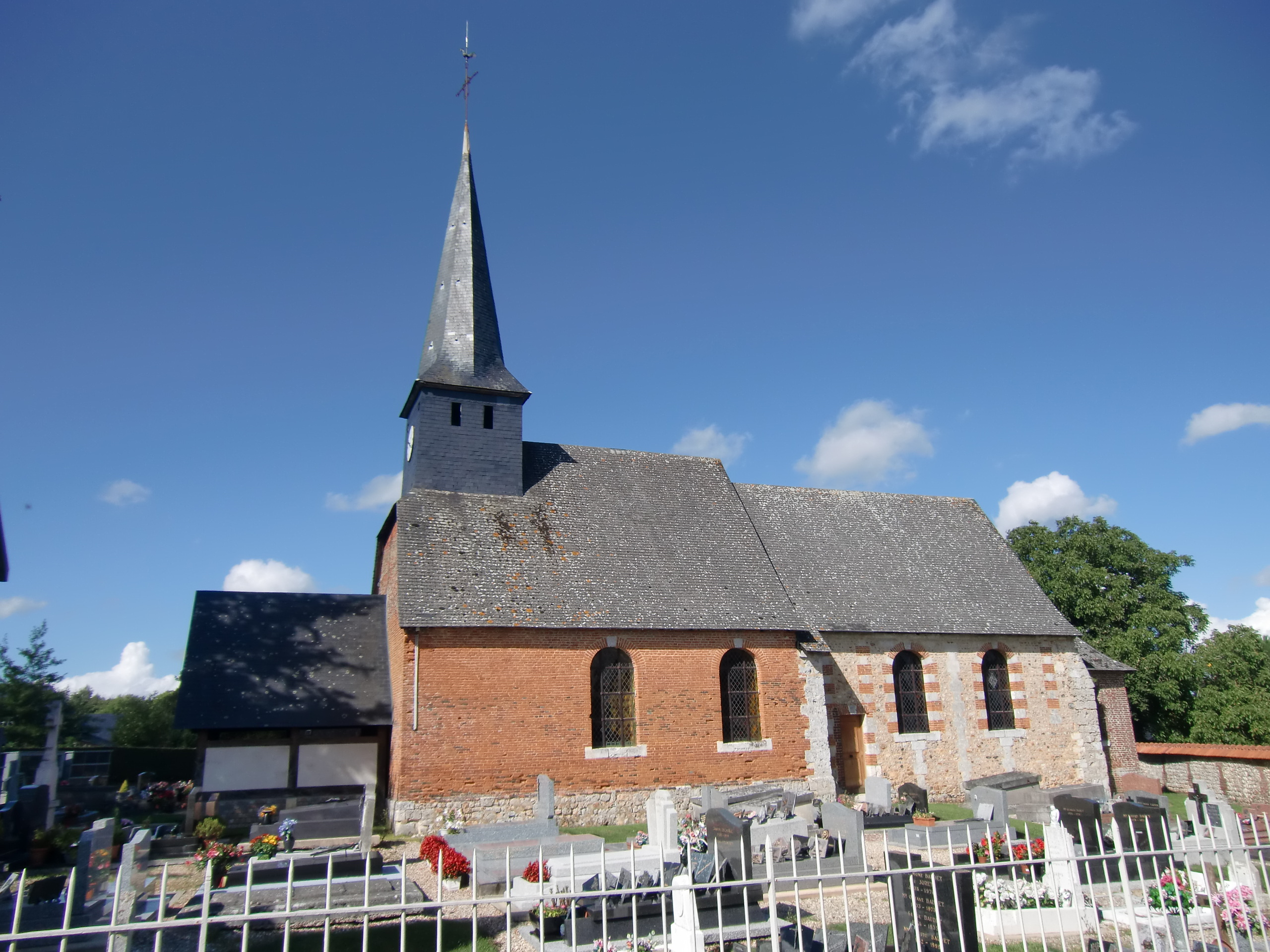
L'église.
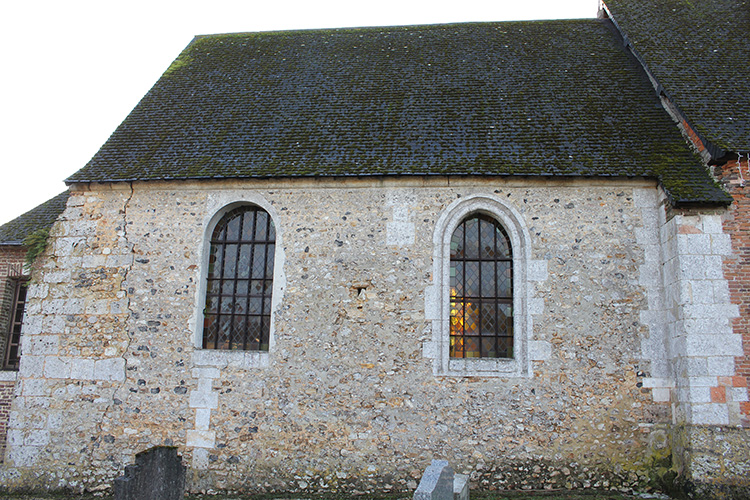
Élévation du mur nord du chœur
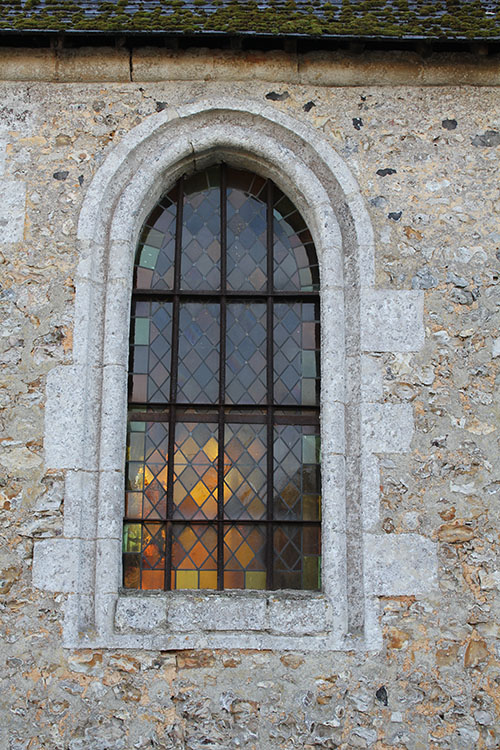
Tore de la baie du mur nord du chœur.

## Pour approfondir